# Pegomya vera
Pegomya vera är en tvåvingeart som beskrevs av Masayoshi Suwa 1974. Pegomya vera ingår i släktet Pegomya och familjen blomsterflugor. Inga underarter finns listade i Catalogue of Life.